# مهندسی سازه

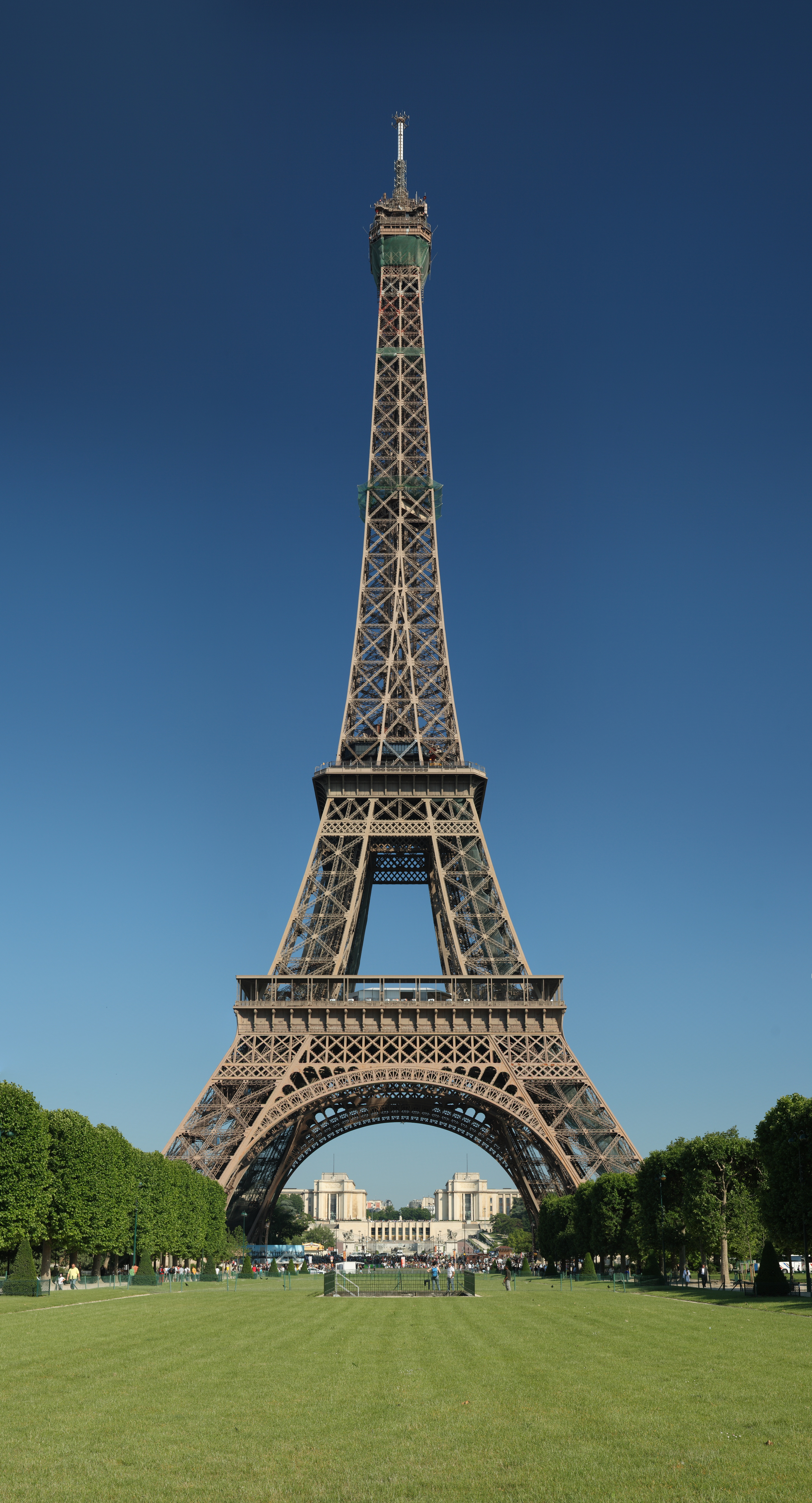
برج ایفل در پاریس یک دستاورد تاریخی مهندسی سازه است.

مهندسی سازه (به انگلیسی: Structural engineering) بخشی از مهندسی عمران و مهندسی هوافضا است. در مهندسی عمران، مهندسی سازه در مورد سازه‌های انتقال بار از اجزاء یک ساختمان یا بنا به محل تکیه‌گاهی آن‌ها مانند پی سازه صحبت می‌کند.
مهندسی سازه گرایشی از مهندسی است که با طراحی سیستم‌های سازه‌ای به هدف تأمین باربری و ایجاد مقاومت در برابر نیروهای گوناگون وارد بر سازه سروکار دارد.
مهندسی سازه عمدتاً با طراحی ساختمان‌ها و سازه‌های غیرساختمانی سر و کار دارد و همچنین نقش ضروری ای در طراحی ماشین آلات، در جاهایی که یکپارچگی سازه‌ای بر روی ایمنی و اطمینان‌پذیری ماشین تأثیر دارد، را بازی میکند. طراحی بسیاری از ساخته‌های دست بشر، از مبلمان تا تجهیزات پزشکی، از خودرو و … نیاز به حضور مهندس سازه دارد.

## تاریخچه مهندسی سازه
تاریخچه مهندسی سازه با آغاز یک جا نشینی بشر آغاز شد. اولین تاریخچه مدون مهندسی سازه با ساخت اهرام پله‌ای در مصر توسط آمون هوتپ، که اولین مهندسی که با نام شناخته می‌شود بازمی‌گردد.
در این دوره سازه‌های عظیمی چون اهرام در مصر، زیگورات چغازنبیل و پارسه (تخت جمشید) در ایران نام برد.

## ساختار

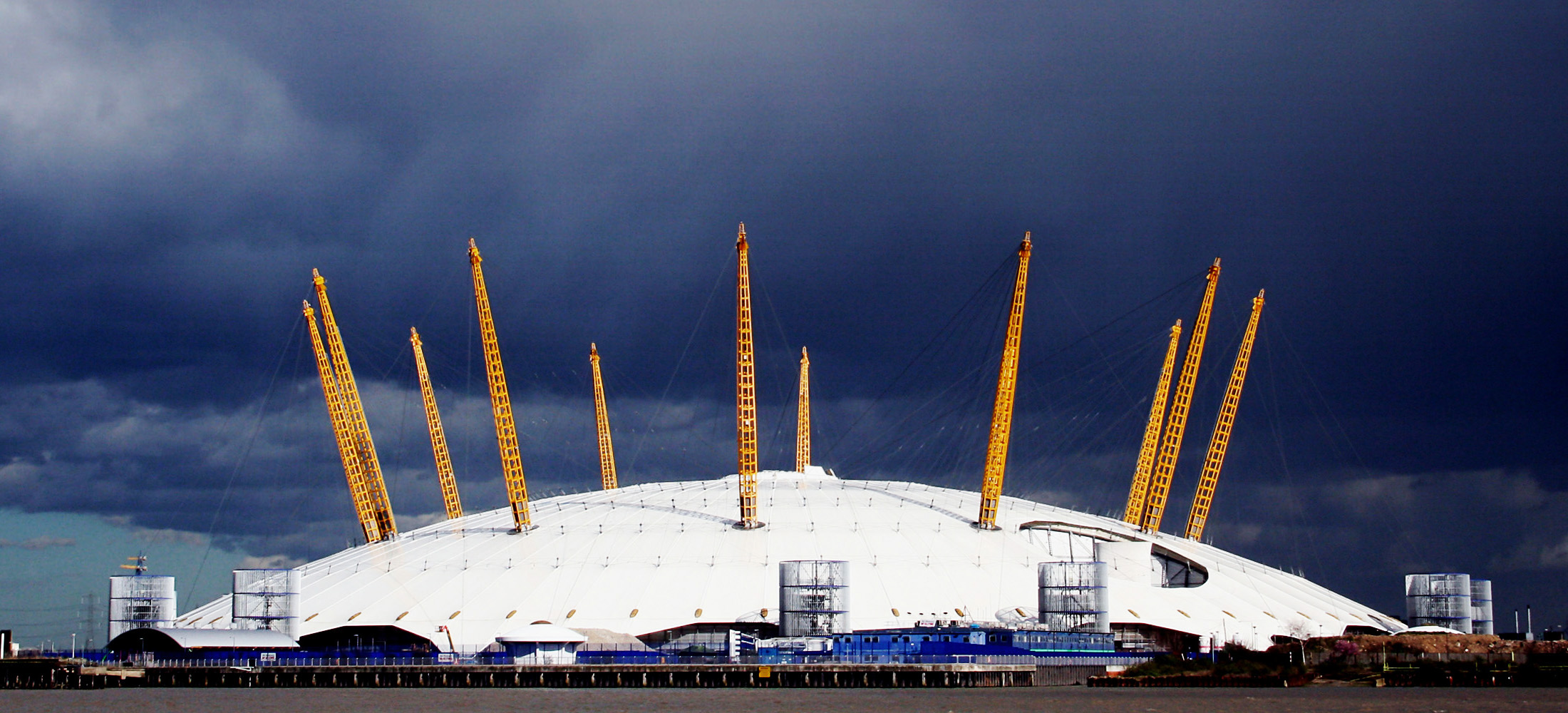
گنبد هزاره (Millennium Dome) در لندن، که توسط ریچارد راجرز و بورو هاپولد طراحی شده‌است.

اگر مهندسی سازه را متشکل از دو بخش تحلیل و طراحی بدانیم، سرسلسلهٔ روابط تحلیلی تئوری الاستیسیته و مرجع بخش طراحی استانداردها و قضاوت‌های مهندسی است. در تئوری الاستیسیته از جبر تانسورها استفاده می‌شود و با استفاده از قانون هوک، دستگاه معادلات دیفرانسیل جزئی تعادل و سازگاری تشکیل می‌شوند. مشهورترین روش حل عددی این دستگاه معادلات، روشی است به نام اجزا محدود.
یک مهندس سازه باید در هنگام طرح یک سازه به دو مسئله توجه کند: مسئلهٔ اول بررسی مقاومت سازه در برابر بارهای وارد بر سازه که شامل بارهای زنده، بار باد، برف، انسان، اشیا و بار مرده و بار زمین لرزه و… است که با طراحی سیستم باربر و محاسبه و کنترل مقاومت کافی اعضای سازه در برابر این بارها است. مسئلهٔ دوم بررسی کارایی سازه است یعنی سازه باید فاقد مواردی مانند لرزش و تغییر شکل‌های خارج از اندازهٔ مجاز آیین‌نامه باشد؛ زیرا این موارد در کاربری سازه مشکل‌زا هستند و باعث مشکلی مانند ترس در کاربران سازه یا مواردی مانند ترک خوردن دیوارها و نازک کاری‌ها می‌شوند.

### سازه‌های مهندسی سازه
از سازه‌های مهم می‌توان به پل، سد، پی، سازه‌های دریایی، خطوط لوله، نیروگاه، دیوارهای حائل و سازه‌های نگهبان، راه، تونل و آبرو اشاره کرد.

## مهندسی سازه در ایران
در ایران گرایش سازه به عنوان زیر مجموعهٔ مهندسی عمران شناخته می‌شود.

### مهندسی عمران
داوطلبان برای ورود به دورهٔ کارشناسی ارشد مورد سنجش قرار می‌گیرند. امکان ادامهٔ تحصیل در سطح کارشناسی ارشد و دکترا برای تمام کسانی که موفق به دریافت مدرک کارشناسی ولو از هر رشته‌ای هستند در دانشگاه‌های سراسری و آزاد وجود دارد
حداقل مدت زمان لازم برای اتمام این دوره ۴ترم و حداکثر مجاز برای اتمام این دوره مطابق آئین‌نامه دوره کارشناسی ارشد۳ سال می‌باشد.
در حال حاضر در مقطع کارشناسی ارشد مهندسی سازه در دانشگاه‌های ایران دروس زیر به تأیید وزارت آموزش عالی رسیده‌است.
- ریاضیات عالی مهندسی
- دینامیک سازه‌ها
- تئوری الاستیسیته و پلاستیسیته
- روش اجزاء محدود
- سمینار
- پایان‌نامه تز
- پایداری سازه‌ها
- بتن پیش تنیده
- طراحی لرزه‌ای سازه‌های فولادی
  - طراحی لرزه‌ای سازه‌های بتنی
- سازه‌های فلزی پیشرفته
- سازه‌های بتن آرمه پیشرفته
- تئوری پوسته هاوورق‌ها
- بهینه‌سازی سازه‌ها
- پل‌سازی
- بهینه‌سازی سازه‌ها
- تحلیل ماتریسی سازه‌ها

:

## چارت دروس کارشناسی ارشد ناپیوسته- سازه

### دروس جبرانی (۲۲ واحد)
- استاتیک و مقاومت مصالح
- تحلیل سازه‌ها
- طراحی سازه‌های فولادی
- طراحی سازه‌های بتنی
- مبانی مکانیک خاک
- مقررات ملی ساختمان
- تحلیل ماتریسی سازه‌ها

### دروس اصلی و تخصصی الزامی (۱۵واحد)
- ریاضیات عالی مهندسی
- دینامیک سازه‌ها
- تئوری الاستیسیته و پلاستیسیته
- روش اجزاء محدود
- سمینار
- پایان‌نامه تز

یکی از دروس زیر: (توضیح در شماره ۳)
- پایداری سازه‌ها
- سازه‌های فلزی پیشرفته
- سازه‌های بتن آرمه پیشرفته

### دروس تخصصی اختیاری (۹واحد)
پایداری سازه‌ها، سازه‌های فلزی پیشرفته، سازه‌های بتن آرمه پیشرفته، مهندسی زلزله، اصول طراحی سازه‌های دریایی، طراحی غیر ارتجاعی سازه‌ها، بتن پیش تنیده، اثر زلزله بر سازه‌های ویژه، طراحی ساختمان‌ها در برابر زلزله، بهینه‌سازی در مهندسی عمران، تئوری صفحات و پوسته‌ها، سدهای بتنی، نگهداری و ترمیم سازه‌ها، آزمایشگاه سازه، مهندسی پل، تئوری پلاستیسیته، سازه‌های فضایی، تکنولوژی عالی بتن، ایمنی در سازه‌ها، مهندسی پی پیشرفته، طراحی هیدرولیکی سازه‌ها، اندرکنش خاک و سازه، دینامیک خاک، اندرکنش سازه و آب، بهسازی سازه‌های آسیب دیده در زلزله.

## مدل‌سازی اطلاعات ساختمانو تحلیل سازه
ابزار مدل‌سازی اطلاعات ساختمان با داشتن خصوصیات دقیق از مصالح و خصوصیات هریک از آن‌ها و ابزارهای تحلیل در موارد گوناگونی از قبیل انرژی تحلیل مقاومت و پایداری و … امروزه مورد استفاده قرار می‌گیرد.